# Popof
Pour les articles homonymes, voir Popof (homonymie).
 (janvier 2013).
Si vous disposez d'ouvrages ou d'articles de référence ou si vous connaissez des sites web de qualité traitant du thème abordé ici, merci de compléter l'article en donnant les références utiles à sa vérifiabilité et en les liant à la section « Notes et références ».
Popof, de son vrai nom Alexandre Paounov, est un DJ et compositeur de musique électronique français de la scène rave. En tant qu'ancien membre et fondateur du collectif Heretik System en 1996, il a fortement participé au développement du mouvement rave dans les années 1990. 

## Biographie
De 1996 à 2005, Popof est surtout connu pour son implication dans la scène rave et free française, à travers ses live orientés hardcore et hardtechno ainsi que via de nombreuses mixtapes et maxis sur des labels comme Heretik, Ukandanz, Kameezol, XXX, ou Gazole. 
Vers 2004, il décide de se tourner vers un style moins dur et plus orienté techno et techno minimale. 
En 2009, il fonde le label Form Music dont il signe le 1er maxi  Serenity.
En 2013, il accepte d'être le Parrain officiel de la Techno Parade célébrant leur 15e anniversaire d'existence.

### Albums
- Love Somebody- Released: Jun 29, 2015 ℗ 2015 Hot Creations

### Maxis
- My Toyz- Skryptöm (2007)
- Alcoholic EP - CR2 (2007)
- Elektric Circus - Music Man rec (2008)
- The Chomper EP - Turbo (2008)
- Stereos & Such - AFU ltd (2008)
- Summer on Mars EP - Notorious Elektro (2008)
- Dust Storm - Dimmer (2008)
- Serenity EP - Form Music (2009)
- Head Cleaner EP - AFU ltd (2009)
- High & Down EP - Form Music (2009)
- Brain on the side EP - Form Music (2009)
- Faces 'Uch EP - Form Music (2009)
- Wax Machine EP - Form Music (2010)
- Blow me down - Mistakes Music (2010)
- Blue Dream EP - Cocoon Recordings (2011)
- Hmmm Well Ep - Form Music (2011)
- Back Together - Toolroom recordings (2012)

### Remixes
- Silent Breed - Sync In - Afu ltd (2007)
- Transistor - Alpha 1 - Bondage Music (2007)
- Tiga & Zyntherius - Sunglasses at night - Turbo (2008)
- John Starlight - Road Rage - Cocoon Recordings (2008)
- Lutzenkirchen - All That Jazz - Great Stuff (2008)
- Moby - I love to move in here - Mute (2008)
- Tocadisco - Morumbi - Superstar (2008)
- Rhythm Code - Rise feat. Simone Denny - Rising Trax (2008)
- Veerus & Maxie Devine - O Zibaldone - Electrochoc (2008)
- Steve Angello & Sebastian Ingrosso - 555 - Superstar (2008)
- Delon & Dalcan - Who  - Boxer (2008)
- Butch - 1000 Lords - Craft Music (2008)
- Steve Mac - Bells of Brighton - CR2 (2008)
- Solaris Heights - No Trace - Renaissance (2008)
- Zoo Brazil - Fancy Ep - Tasted (2009)
- Depeche Mode - Hole to Feed - Mute (2009)
- Martin Solveig - 1,2,3,4 - Mixture (2009)
- Booka Shade - Regenerate - Get Physical Music (2010)
- Moby - Stay down EP - Little idiot (2010)
- James Harcourt - Unpleasant surprise - Form (2010)
- Vitalic - FlashMob -Different (2010)
- Chemical Brothers - Horse Power - EMI (2010)
- Dusty Kid - Argia - Boxer Music (2011)
- Maetrik - Push Me - Cocoon recordings (2012)
- Pig & Dan - Insomnia (Popof Remix) - Soma (2012)
- Jewel Kid - Barkokba (Popof remix) - Alleanza  (2012)

## Exploitation commerciale
- Spot télévisé pour Renault ZOE : Do you want me de Popof ;
- Spot télévisé pour Renault Twizy : Serenity de Popof ; https://vimeo.com/36295322
- Spot télévisé pour Côte d'Or : Serenity de Popof.